# FV 04 Würzburg
Der FV 04 Würzburg (offiziell: 1. Würzburger Fußballverein 1904 e. V.) war ein Fußballverein in der unterfränkischen Stadt Würzburg.

## Geschichte
Der Verein wurde 1904 als Arbeiterverein gegründet und spielte als 1. Würzburger FV 04 (auch als FV 04 Würzburg bekannt) vor allem in den 1920er Jahren im unterfränkischen Fußball eine wichtige Rolle. Zur Saison 1927/28 stieg die Mannschaft in die seinerzeit höchste Spielklasse, die Bezirksliga Bayern, auf und belegte dort in der Nordgruppe auf Anhieb den vierten Platz. Saisonhöhepunkt für die Mannschaft um den Nationalverteidiger Seppel Müller war ein 4:3 gegen den amtierenden deutschen Meister 1. FC Nürnberg.
Als nach der Machtergreifung der Nationalsozialisten 1933 die Gauligen als neue höchste Spielklasse eingeführt wurden, zählte der 1. WFV 04 zu den Gründungsmitgliedern der Gauliga Bayern, stieg dort aber als Elfter von zwölf Mannschaften umgehend in die Zweitklassigkeit ab. In den Kriegsjahren gelang noch zwei Mal die Rückkehr ins bayerische Oberhaus.
Nach dem Krieg spielte der 1. Würzburger FV 04 lange Jahre in der höchsten Amateurklasse, der Amateurliga Bayern, kam aber dort kaum über einen Mittelfeldplatz hinaus. Dennoch festigte der 1. WFV 04 ab Beginn der 1950er Jahre nach der ersten erfolgreichen Phase gegen Ende der 1920er Jahre seine Position als zweite Kraft im Würzburger Fußball neben dem Lokalrivalen Würzburger Kickers.
Erst in den 1970er Jahren erfuhr der Profi-Fußball in Würzburg wieder einen Aufschwung, als der 1. WFV 04 1976 in die 2. Bundesliga aufstieg (und der Lokalrivale Würzburger Kickers es ihm im Folgejahr gleichtat). Die Mannschaft war in der Zweitligasaison 1977/78 einer von sechs fränkischen Klubs in der 2. Liga Süd. Letztendlich konnte sich die Mannschaft, für die in dieser Runde auch der ehemalige Nationalspieler Lothar Emmerich antrat, aber nicht dauerhaft im Profibereich behaupten und stieg 1980 wieder in die Amateurliga ab.
Im Mai 1981 meldete der überschuldete Verein Insolvenz an, es folgte der Abschied aus dem überregionalen Fußball und in der Folge wurde der Verein aufgelöst. Als Nachfolgeverein wurde der Würzburger FV gegründet. Außerdem musste man kurze Zeit später auch das Stadion an der Frankfurter Straße verlassen, welches die neue Heimat der DJK Würzburg wurde. Im Jahr 2021 fusionierte der WFV mit dem „Würzburger Förderverein 04“. Darum nimmt seitdem der Verein wieder am Spielbetrieb Teil unter dem Namen „Würzburger Fußballverein 04“ teil. In den Sportmedien wie etwa dem Kicker taucht die alte Bezeichnung „FV 04 Würzburg“ auf.

## Spielstätte
Spielstätte des Vereins war das Stadion an der Frankfurter Straße im Stadtteil Zellerau, wo nach dem Zweiten Weltkrieg am 19. August 1945 erstmals wieder Fußball gespielt wurde.

## Sportliche Erfolge

### Liga
- Bezirksliga Nordbayern/Bayern (damals höchste Spielklasse): 1927–1933
- Gauliga Bayern: 1933/34
- Landesliga Bayern/I. Amateurliga/Bayernliga: 1950–1957, 1960–1963, 1964–1966, 1970–1976, 1980–1981
- 2. Bundesliga Süd: 1976–1980

### Spiele im DFB-Pokal
- 1977/78: FV 04 Würzburg – Jahn Regensburg 1:0
- 1977/78: TuS Langerwehe – FV 04 Würzburg 1:0 n. V.
- 1978/79: FV 04 Würzburg – Hertha BSC 0:2 n. V.
- 1979/80: FC Vilshofen – FV 04 Würzburg 2:3 n. V.
- 1979/80: FC Homburg – FV 04 Würzburg 5:0
- 1980/81: ASC Dudweiler – FV 04 Würzburg 0:1
- 1980/81: Hertha BSC – FV 04 Würzburg 4:1

## Bekannte Spieler
- Lothar Emmerich, deutscher Nationalspieler (1966), spielte in der Saison 1976/77 für den FV 04
- Friedhelm Groppe, 1966 Europapokalsieger mit Borussia Dortmund, ab 1972 für den FV 04 aktiv
- „Seppel“ Müller, deutscher Nationalspieler in den 1920er Jahren, kam 1927 zum FV 04
- Günter Fürhoff, 1978–1980 beim FV 04, 153-facher Bundesligaspieler für Rot-Weiss Essen
- Josef "Sepp" Weiß, 1978–1980 beim FV 04, Welt- und Europapokalsieger mit dem FC Bayern München in den 1970ern